# Muzeum Kultu św. Jadwigi Śląskiej w Trzebnicy
Muzeum Kultu św. Jadwigi Śląskiej w Trzebnicy – muzeum położone w Trzebnicy. Placówka mieści w budynkach Sanktuarium św. Jadwigi
Placówka powstała w 1964 roku z inicjatywy salwatorianów opiekujących się sanktuarium, a w szczególności ks. prof. Antoniego Kiełbasy SDS. Aktualnie jej zbiory zajmują trzy pomieszczenia:
- w górnej zakrystii Bazyliki pod wezwaniem św. Jadwigi i św. Bartłomieja znajduje się ekpozycja szat i naczyń litirgicznych oraz obrazów,
- w krypcie Św. Bartłomieja Apostoła oraz pobliskim lapidarium zgormadzono rzeźby romańskie i gotyckie, stanowące dawniej wystrój świątyni i klasztoru (utworzono w 1988 roku),
- w Domu Pielgrzyma znajduje się sala wystaw czasowych, organizowanych podczas obchodów Dni Kultury Chrześcijańskiej,

Placówka jest czynna w okresie od rozpoczęcia Tygodnia Kultury Chrześcijańskiej do zakończenia uroczystości odpustowych. W pozostałych terminach zwiedzanie muzeum jest możliwe po uprzednim uzgodnieniu telefonicznym.